# Championnat de France féminin de handball 2018-2019
Navigation
2017-2018 2019-2020
| \| Issy/Paris Metz Toulon Besançon Fleury-les-A. Nantes Dijon Nice Brest Chambray St-Amand Bourg-de-Péage \| Localisation des clubs engagés dans le championnat. · En rouge, le champion. |
| Issy/Paris Metz Toulon Besançon Fleury-les-A. Nantes Dijon Nice Brest Chambray St-Amand Bourg-de-Péage                                                                                    |

La saison 2018-2019 de LFH est la soixante-huitième édition du Championnat de France féminin de handball, le premier niveau du handball féminin français. Cette compétition oppose les douze meilleures équipes françaises professionnelles en une série de vingt-deux matches de saison régulière du 29 août 2018 au 3 avril 2019. S'ensuivent jusqu'au 19 mai 2019 des playoffs et des playdowns permettant de décerner le titre et les qualifications européennes ainsi que de désigner l'équipe reléguée en deuxième division.
Metz Handball est le tenant du titre et remporte son vingt-troisième titre de champion de France en dominant l'OGC Nice en finale. Saint-Amand-les-Eaux, promu, est relégué en division 2 à l'issue de la saison.

## Formule de la compétition
La phase régulière du championnat de LFH se déroule en une phase aller suivie d’une phase retour formant un total de vingt-deux journées sportives. Douze clubs s’affrontent au cours de la phase régulière du championnat.
A l’issue de la saison régulière du championnat, les équipes classées de la 1re à la 8e place sont qualifiées pour disputer les playoffs qui détermineront l’équipe championne de France. Phases finales du championnat, les playoffs sont des matches aller-retour à élimination directe débutant à partir des quarts de finale. Le vainqueur de la finale des playoffs est qualifié pour la Ligue des champions 2019-2020 et l’équipe finaliste se qualifie pour la Coupe de l'EHF.
Les équipes occupant les places 9 à 12 se rencontrent en playdowns, à l’issue desquels la dernière équipe se voit reléguée en Division 2.

## Clubs participants
Légende des couleurs
- Participant à la Ligue des champions
- Participant à la Coupe de l'EHF
- Promu de deuxième division

| Club                                                | En LFH depuis | Classement 2017-2018 | Entraîneur                    | Depuis       | Salle                                               | Capacité théorique |
| --------------------------------------------------- | ------------- | -------------------- | ----------------------------- | ------------ | --------------------------------------------------- | ------------------ |
| Metz Handball                                       | 1987          | 1er                  | Emmanuel Mayonnade            | 2016         | Palais omnisports Les Arènes                        | 4 525              |
| Brest Bretagne Handball                             | 2016          | 2e                   | Laurent Bezeau                | 2013         | Brest Arena                                         | 4 077              |
| ES Besançon                                         | 2015          | 3e                   | Raphaëlle Tervel              | 2015         | Palais des sports Ghani-Yalouz                      | 3 380              |
| Nantes Atlantique Handball                          | 2013          | 4e                   | Frédéric Bougeant Allan Heine | 2018 12/2018 | Complexe sportif du Vigneau Salle de la Trocardière | 1 640 4 238        |
| Paris 92                                            | 2010          | 5e                   | Arnaud Gandais                | 2016         | Salle Robert Charpentier Stade Pierre-de-Coubertin  | 1 700 4 016        |
| OGC Nice Handball                                   | 2012          | 6e                   | Marjan Kolev                  | 2016         | Halle des sports Charles-Ehrmann                    | 1 450              |
| Chambray Touraine Handball                          | 2016          | 7e                   | Guillaume Marquès             | 2009         | Gymnase de la Fontaine Blanche                      | 700                |
| CJF Fleury Loiret                                   | 2003          | 8e                   | Christophe Cassan             | 2016         | Gymnase Albert Auger Palais des sports d'Orléans    | 646 2 661          |
| Toulon Saint-Cyr HB                                 | 2008          | 9e                   | Sandor Rac                    | 2017         | Palais des sports Jauréguiberry                     | 4 300              |
| Bourg-de-Péage Drôme Handball                       | 2017          | 10e                  | Camille Comte                 | 2015         | Complexe Vercors                                    | 1 200              |
| Jeanne d’Arc Dijon Handball                         | 2014          | 11e                  | Christophe Maréchal           | 2012         | Palais des sports Jean-Michel-Geoffroy              | 3 100              |
| Handball Club Saint-Amand-les-Eaux Porte du Hainaut | 2018          | 3e (D2)              | Florence Sauval               | 2017         | Salle Maurice Hugot                                 | 1 114              |

### Budgets et masses salariales
| Club                          | Budget (en millions d'€) | Budget (en millions d'€) | Budget (en millions d'€) | Budget (en millions d'€) | Masse salariale (en millions d'€) | Masse salariale (en millions d'€) | Masse salariale (en millions d'€) | Masse salariale (en millions d'€) |
| Club                          | 2017-18                  | 2018-19                  | Évolution                | Évolution                | 2017-18                           | 2018-19                           | Évolution                         | Évolution                         |
| ----------------------------- | ------------------------ | ------------------------ | ------------------------ | ------------------------ | --------------------------------- | --------------------------------- | --------------------------------- | --------------------------------- |
| Bourg-de-Péage Drôme Handball | 1,12                     | 1,4                      | en augmentation          | +25,0 %                  | 0,730                             | 0,898                             | en augmentation                   | +23,0 %                           |
| Brest Bretagne Handball F     | 3,65                     | 4,90                     | en augmentation          | +34,2 %                  | 2,15                              | 2,031                             | en diminution                     | -05,53 %                          |
| Cercle Dijon Bourgogne        | 1,42                     | 1,355                    | en diminution            | -04,57 %                 | 0,740                             | 0,788                             | en augmentation                   | +06,48 %                          |
| Chambray Touraine             | 1,24                     | 1,454                    | en augmentation          | +17,26 %                 | 0,947                             | 0,932                             | en diminution                     | -01,58 %                          |
| ES Besançon                   | 1,44                     | 1,502                    | en augmentation          | +04,30 %                 | 0,794                             | 0,768                             | en diminution                     | -03,27 %                          |
| Fleury Loiret                 | 1,52                     | 1,801                    | en augmentation          | +18,48 %                 | 1,12                              | 1,396                             | en augmentation                   | +24,64 %                          |
| Issy Paris Hand               | 2,07                     | 1,872                    | en diminution            | -09,56 %                 | 1,28                              | 1,073                             | en diminution                     | -16,17 %                          |
| Metz Handball T               | 2,41                     | 2,649                    | en augmentation          | +09,92 %                 | 1,62                              | 1,777                             | en augmentation                   | +09,69 %                          |
| Nantes Loire Atlantique       | 1,45                     | 1,621                    | en augmentation          | +11,79 %                 | 1,13                              | 1,292                             | en augmentation                   | +14,33 %                          |
| OGC Nice                      | 1,18                     | 1,227                    | en augmentation          | +03,98 %                 | 0,893                             | 0,928                             | en augmentation                   | +03,92 %                          |
| HBCSA Porte du Hainaut P      | ?                        | 0,946                    | -                        | -                        | ?                                 | 0,660                             | -                                 | -                                 |
| Toulon Saint-Cyr              | 1,83                     | 1,975                    | en augmentation          | +07,92 %                 | 1,17                              | 1,269                             | en augmentation                   | +08,46 %                          |
| Budget moyen                  | 1,757                    | 1,892                    | en augmentation          | +07,66 %                 | 1,143                             | 1,151                             | en augmentation                   | +00,69 %                          |
| Budget médian                 | 1,45                     | 1,562                    | en augmentation          | +07,69 %                 | 1,12                              | 1,003                             | en diminution                     | -10,49 %                          |

Légende : T : tenant du titre, F : finaliste 2017-2018, P : promu de division 2.

## Saison régulière

### Classement
|    | Équipe                        | Pts   | J  | G    | N | P  | Bp  | Bc  | Diff |
| -- | ----------------------------- | ----- | -- | ---- | - | -- | --- | --- | ---- |
| 1  | Metz Handball T               | 63    | 22 | 20   | 1 | 1  | 748 | 528 | 220  |
| 2  | Brest Bretagne Handball C, F  | 59    | 22 | 18   | 1 | 3  | 690 | 559 | 131  |
| 3  | OGC Nice CA HB                | 55    | 22 | 16   | 1 | 5  | 561 | 508 | 53   |
| 4  | ES Besançon                   | 49    | 22 | 11   | 5 | 6  | 648 | 585 | 63   |
| 5  | Nantes Atlantique Handball    | 48    | 22 | 13   | 0 | 9  | 566 | 556 | 10   |
| 6  | CJF Fleury Loiret             | 44    | 22 | 10   | 2 | 10 | 600 | 606 | -6   |
| 7  | Chambray Touraine Handball    | 40    | 22 | 7    | 4 | 11 | 575 | 604 | -29  |
| 8  | Toulon Saint-Cyr VHB          | 39    | 22 | 8    | 1 | 13 | 568 | 608 | -40  |
| 9  | Paris 92                      | 38    | 22 | 7 -2 | 2 | 13 | 522 | 596 | -74  |
| 10 | JDA Dijon                     | 34    | 22 | 4    | 4 | 14 | 543 | 639 | -96  |
| 11 | Bourg-de-Péage Drôme Handball | 30 -2 | 22 | 4    | 2 | 16 | 573 | 662 | -89  |
| 12 | HBCSA Porte du Hainaut P      | 27    | 22 | 2    | 1 | 19 | 508 | 651 | -143 |

|    | Qualification aux playoffs             |
|    | Participation aux playdowns            |
| T  | Tenant du titre                        |
| F  | Finaliste de la saison 2017-2018       |
| P  | Promu de Division 2                    |
| C  | Vainqueur de la coupe de France        |
| -X | Point(s) et/ou victoire(s) de pénalité |

### Évolution du classement
| Club               | 1  | 2  | 3  | 4  | 5  | 6  | 7  | 8  | 9  | 10    | 11 | 12 | 13 | 14 | 15 | 16 | 17 | 18 | 19 | 20 | 21 | 22 |
| ------------------ | -- | -- | -- | -- | -- | -- | -- | -- | -- | ----- | -- | -- | -- | -- | -- | -- | -- | -- | -- | -- | -- | -- |
| Besançon           | 3  | 7  | 5  | 4  | 3  | 3  | 4  | 4  | 4  | 3 +1  | 3  | 3  | 3  | 3  | 3  | 4  | 4  | 4  | 4  | 4  | 4  | 4  |
| Bourg-de-Péage     | 12 | 10 | 11 | 11 | 11 | 11 | 11 | 11 | 11 | 11 -1 | 11 | 11 | 10 | 11 | 10 | 10 | 10 | 11 | 11 | 11 | 11 | 11 |
| Brest              | 1  | 1  | 1  | 2  | 1  | 1  | 1  | 2  | 2  | 2     | 2  | 2  | 2  | 2  | 2  | 2  | 2  | 2  | 2  | 2  | 2  | 2  |
| Chambray-lès-Tours | 5  | 9  | 10 | 7  | 6  | 6  | 6  | 6  | 6  | 7     | 7  | 6  | 6  | 6  | 7  | 7  | 7  | 7  | 7  | 7  | 7  | 7  |
| Dijon              | 10 | 12 | 7  | 8  | 9  | 7  | 8  | 9  | 9  | 10 -1 | 10 | 10 | 11 | 10 | 11 | 11 | 11 | 10 | 10 | 10 | 10 | 10 |
| Fleury-les-Aubrais | 9  | 5  | 4  | 6  | 7  | 9  | 10 | 10 | 10 | 9 +2  | 8  | 7  | 7  | 7  | 6  | 6  | 6  | 6  | 6  | 6  | 6  | 6  |
| Metz               | 2  | 2  | 2  | 1  | 2  | 2  | 2  | 1  | 1  | 1     | 1  | 1  | 1  | 1  | 1  | 1  | 1  | 1  | 1  | 1  | 1  | 1  |
| Nantes             | 6  | 4  | 9  | 10 | 8  | 8  | 7  | 7  | 7  | 6     | 5  | 5  | 5  | 5  | 5  | 5  | 5  | 5  | 5  | 5  | 5  | 5  |
| Nice               | 7  | 6  | 6  | 5  | 4  | 5  | 5  | 5  | 5  | 4 +1  | 4  | 4  | 4  | 4  | 4  | 3  | 3  | 3  | 3  | 3  | 3  | 3  |
| Paris              | 4  | 3  | 3  | 3  | 5  | 4  | 3  | 3  | 3  | 5 -2  | 6  | 8  | 8  | 8  | 8  | 8  | 8  | 8  | 8  | 8  | 8  | 9  |
| Saint-Amand        | 8  | 11 | 12 | 12 | 12 | 12 | 12 | 12 | 12 | 12    | 12 | 12 | 12 | 12 | 12 | 12 | 12 | 12 | 12 | 12 | 12 | 12 |
| Toulon Saint-Cyr   | 11 | 8  | 8  | 9  | 10 | 10 | 9  | 8  | 8  | 8     | 9  | 9  | 9  | 9  | 9  | 9  | 9  | 9  | 9  | 9  | 9  | 8  |

Légende :  : premier,   : playoffs,   : playdowns.

### Calendrier et résultats
| Résultats (dom.\ext.)                                      | BES   | BDP   | BRE   | CHA   | DIJ   | FLE   | MET   | NAN   | NIC   | PAR   | SAE   | TOU   |
| Besançon                                                   |       | 29-27 | 29-31 | 33-32 | 31-30 | 28-26 | 34-34 | 26-27 | 22-23 | 20-0  | 38-20 | 34-28 |
| Bourg-de-Péage                                             | 32-32 |       | 19-32 | 29-33 | 34-32 | 33-27 | 27-34 | 21-24 | 25-34 | 25-31 | 26-21 | 32-29 |
| Brest                                                      | 28-28 | 34-21 |       | 40-25 | 39-20 | 42-31 | 20-35 | 24-18 | 29-23 | 27-26 | 33-22 | 28-31 |
| Chambray-lès-Tours                                         | 27-27 | 27-27 | 25-27 |       | 24-25 | 30-24 | 22-39 | 30-26 | 17-19 | 27-26 | 30-28 | 34-17 |
| Dijon                                                      | 21-27 | 31-24 | 22-32 | 25-25 |       | 23-23 | 23-36 | 20-25 | 22-32 | 28-28 | 31-29 | 26-23 |
| Fleury-les-Aubrais                                         | 34-29 | 32-29 | 25-34 | 26-26 | 31-29 |       | 21-33 | 28-25 | 28-29 | 29-24 | 27-24 | 30-23 |
| Metz                                                       | 34-32 | 44-20 | 33-36 | 30-23 | 40-23 | 45-28 |       | 28-21 | 31-21 | 38-23 | 38-20 | 28-20 |
| Nantes                                                     | 26-32 | 28-27 | 31-35 | 23-20 | 33-25 | 30-29 | 20-27 |       | 22-21 | 24-26 | 30-26 | 22-21 |
| Nice                                                       | 26-26 | 27-22 | 25-17 | 30-21 | 28-22 | 14-22 | 25-34 | 22-21 |       | 23-20 | 35-17 | 27-25 |
| Paris                                                      | 28-33 | 29-25 | 25-36 | 33-26 | 23-21 | 0-20  | 24-35 | 28-30 | 17-22 |       | 31-25 | 28-33 |
| Saint-Amand                                                | 20-30 | 23-22 | 19-37 | 22-24 | 26-18 | 29-33 | 24-30 | 20-26 | 24-27 | 23-23 |       | 26-31 |
| Toulon Saint-Cyr                                           | 31-28 | 28-25 | 26-29 | 28-27 | 26-26 | 27-26 | 21-22 | 20-34 | 23-27 | 26-29 | 31-20 |       |
| - Victoire à domicile - Match nul - Victoire à l'extérieur |       |       |       |       |       |       |       |       |       |       |       |       |

### Classements annexes

#### Domicile et extérieur
|    | Équipe                        | Pts | J  | G  | N | P | Bp  | Bc  | Diff |
| -- | ----------------------------- | --- | -- | -- | - | - | --- | --- | ---- |
| 1  | Metz Handball                 | 31  | 11 | 10 | 0 | 1 | 389 | 267 | 122  |
| 2  | Brest Bretagne Handball       | 28  | 11 | 8  | 1 | 2 | 344 | 280 | 64   |
| 3  | OGC Nice CA HB                | 28  | 11 | 8  | 1 | 2 | 282 | 247 | 35   |
| 4  | ES Besançon                   | 26  | 11 | 7  | 1 | 3 | 324 | 278 | 46   |
| 5  | CJF Fleury Loiret             | 26  | 11 | 7  | 1 | 3 | 311 | 305 | 6    |
| 6  | Nantes Atlantique             | 25  | 11 | 7  | 0 | 4 | 289 | 289 | 0    |
| 7  | Chambray Touraine Handball    | 23  | 11 | 5  | 2 | 4 | 293 | 285 | 8    |
| 8  | Toulon Saint-Cyr VHB          | 22  | 11 | 5  | 1 | 5 | 287 | 293 | -6   |
| 9  | Bourg-de-Péage Drôme Handball | 20  | 11 | 4  | 1 | 6 | 304 | 330 | -26  |
| 10 | JDA Dijon                     | 20  | 11 | 3  | 3 | 5 | 272 | 304 | -32  |
| 11 | Paris 92                      | 19  | 11 | 4  | 0 | 7 | 266 | 306 | -40  |
| 12 | HBCSA Porte du Hainaut P      | 16  | 11 | 2  | 1 | 8 | 256 | 301 | -45  |

|    | Équipe                        | Pts | J  | G  | N | P  | Bp  | Bc  | Diff |
| -- | ----------------------------- | --- | -- | -- | - | -- | --- | --- | ---- |
| 1  | Metz Handball                 | 32  | 11 | 10 | 1 | 0  | 359 | 261 | 98   |
| 2  | Brest Bretagne Handball       | 31  | 11 | 10 | 0 | 1  | 346 | 279 | 67   |
| 3  | OGC Nice CA HB                | 27  | 11 | 8  | 0 | 3  | 279 | 261 | 18   |
| 4  | ES Besançon                   | 23  | 11 | 4  | 4 | 3  | 324 | 307 | 17   |
| 5  | Nantes Atlantique             | 23  | 11 | 6  | 0 | 5  | 277 | 267 | 10   |
| 6  | Paris 92                      | 19  | 11 | 3  | 2 | 6  | 256 | 290 | -34  |
| 7  | CJF Fleury Loiret             | 18  | 11 | 3  | 1 | 7  | 289 | 301 | -12  |
| 8  | Toulon Saint-Cyr VHB          | 17  | 11 | 3  | 0 | 8  | 281 | 315 | -34  |
| 9  | Chambray Touraine Handball    | 17  | 11 | 2  | 2 | 7  | 282 | 319 | -37  |
| 10 | JDA Dijon                     | 14  | 11 | 1  | 1 | 9  | 271 | 335 | -64  |
| 11 | Bourg-de-Péage Drôme Handball | 12  | 11 | 0  | 1 | 10 | 269 | 332 | -63  |
| 12 | HBCSA Porte du Hainaut P      | 11  | 11 | 0  | 0 | 11 | 252 | 350 | -98  |

## Phases finales

### Playoffs
Pour chaque confrontation, le match aller se joue sur le terrain de l'équipe la moins bien classée de la phase régulière, le match retour est accueilli par la mieux classée de la phase régulière.
|  | Quarts de finale    | Quarts de finale           | Quarts de finale       | Quarts de finale        |     |                            | Demi-finales           | Demi-finales           | Demi-finales                  | Demi-finales                  |                               |                               | Finale            | Finale            | Finale            | Finale            |
|  |                     |                            |                        |                         |     |                            |                        |                        |                               |                               |                               |                               |                   |                   |                   |                   |
|  | 20 et 24 avril 2019 | 20 et 24 avril 2019        | 20 et 24 avril 2019    | 20 et 24 avril 2019     |     |                            | 28 avril et 3 mai 2019 | 28 avril et 3 mai 2019 | 28 avril et 3 mai 2019        | 28 avril et 3 mai 2019        |                               |                               | 15 et 19 mai 2019 | 15 et 19 mai 2019 | 15 et 19 mai 2019 | 15 et 19 mai 2019 |
|  | 20 et 24 avril 2019 | 20 et 24 avril 2019        | 20 et 24 avril 2019    | 20 et 24 avril 2019     |     |                            | 28 avril et 3 mai 2019 | 28 avril et 3 mai 2019 | 28 avril et 3 mai 2019        | 28 avril et 3 mai 2019        |                               |                               | 15 et 19 mai 2019 | 15 et 19 mai 2019 | 15 et 19 mai 2019 | 15 et 19 mai 2019 |
|  | 5e                  | Nantes Atlantique Handball | 31*                    | 22                      |     |                            | 28 avril et 3 mai 2019 | 28 avril et 3 mai 2019 | 28 avril et 3 mai 2019        | 28 avril et 3 mai 2019        |                               |                               | 15 et 19 mai 2019 | 15 et 19 mai 2019 | 15 et 19 mai 2019 | 15 et 19 mai 2019 |
|  | 5e                  | Nantes Atlantique Handball | 31*                    | 22                      |     |                            | 28 avril et 3 mai 2019 | 28 avril et 3 mai 2019 | 28 avril et 3 mai 2019        | 28 avril et 3 mai 2019        |                               |                               | 15 et 19 mai 2019 | 15 et 19 mai 2019 | 15 et 19 mai 2019 | 15 et 19 mai 2019 |
|  | 4e                  | ES Besançon                | 23                     | 26*                     |     |                            | 28 avril et 3 mai 2019 | 28 avril et 3 mai 2019 | 28 avril et 3 mai 2019        | 28 avril et 3 mai 2019        |                               |                               | 15 et 19 mai 2019 | 15 et 19 mai 2019 | 15 et 19 mai 2019 | 15 et 19 mai 2019 |
|  | 4e                  | ES Besançon                | 23                     | 26*                     | 5e  | Nantes Atlantique Handball | 24*                    | 22                     |                               |                               |                               |                               | 15 et 19 mai 2019 | 15 et 19 mai 2019 | 15 et 19 mai 2019 | 15 et 19 mai 2019 |
|  | 21 et 24 avril 2019 |                            |                        |                         | 5e  | Nantes Atlantique Handball | 24*                    | 22                     |                               |                               |                               |                               | 15 et 19 mai 2019 | 15 et 19 mai 2019 | 15 et 19 mai 2019 | 15 et 19 mai 2019 |
|  |                     |                            | 1er                    | Metz Handball           | 28  | 33*                        |                        |                        |                               |                               |                               |                               | 15 et 19 mai 2019 | 15 et 19 mai 2019 | 15 et 19 mai 2019 | 15 et 19 mai 2019 |
|  | 8e                  | Toulon Saint-Cyr VHB       | 1er                    | Metz Handball           | 28  | 33*                        | 17*                    | 21                     |                               |                               |                               |                               | 15 et 19 mai 2019 | 15 et 19 mai 2019 | 15 et 19 mai 2019 | 15 et 19 mai 2019 |
|  | 8e                  | Toulon Saint-Cyr VHB       | 27 avril et 5 mai 2019 |                         |     |                            | 17*                    | 21                     |                               |                               |                               |                               | 15 et 19 mai 2019 | 15 et 19 mai 2019 | 15 et 19 mai 2019 | 15 et 19 mai 2019 |
|  | 1er                 | Metz Handball              | 28                     | 24*                     |     |                            |                        |                        |                               |                               |                               |                               | 15 et 19 mai 2019 | 15 et 19 mai 2019 | 15 et 19 mai 2019 | 15 et 19 mai 2019 |
|  | 1er                 | Metz Handball              | 28                     | 24*                     | 1er | Metz Handball              | 33                     | 33*                    |                               |                               |                               |                               |                   |                   |                   |                   |
|  | 20 et 24 avril 2019 |                            |                        |                         | 1er | Metz Handball              | 33                     | 33*                    |                               |                               |                               |                               |                   |                   |                   |                   |
|  |                     |                            | 3e                     | OGC Nice                | 21* | 28                         |                        |                        |                               |                               |                               |                               |                   |                   |                   |                   |
|  | 6e                  | CJF Fleury Loiret          | 3e                     | OGC Nice                | 21* | 28                         | 25*                    | 24                     |                               |                               |                               |                               |                   |                   |                   |                   |
|  | 6e                  | CJF Fleury Loiret          |                        |                         |     |                            |                        |                        |                               |                               |                               |                               |                   |                   |                   |                   |
|  | 3e                  | OGC Nice                   | 25                     | 25*                     |     |                            |                        |                        |                               |                               |                               |                               |                   |                   |                   |                   |
|  | 3e                  | OGC Nice                   | 25                     | 25*                     | 3e  | OGC Nice                   | 26*                    | 27                     | Match pour la troisième place | Match pour la troisième place | Match pour la troisième place | Match pour la troisième place |                   |                   |                   |                   |
|  | 19 et 24 avril 2019 |                            |                        |                         | 3e  | OGC Nice                   | 26*                    | 27                     | Match pour la troisième place | Match pour la troisième place | Match pour la troisième place | Match pour la troisième place |                   |                   |                   |                   |
|  |                     |                            | 2e                     | Brest Bretagne Handball | 27  | 23*                        |                        |                        | 10 et 18 mai 2019             | 10 et 18 mai 2019             | 10 et 18 mai 2019             | 10 et 18 mai 2019             |                   |                   |                   |                   |
|  | 7e                  | Chambray Touraine Handball | 2e                     | Brest Bretagne Handball | 27  | 23*                        | 23*                    | 25                     | 10 et 18 mai 2019             | 10 et 18 mai 2019             | 10 et 18 mai 2019             | 10 et 18 mai 2019             |                   |                   |                   |                   |
|  | 7e                  | Chambray Touraine Handball |                        |                         |     |                            |                        | 25                     |                               |                               | 5e                            | Nantes Atlantique Handball    | 26*               | 29                |                   |                   |
|  | 2e                  | Brest Bretagne Handball    | 29                     | 32*                     |     |                            |                        |                        |                               |                               | 5e                            | Nantes Atlantique Handball    | 26*               | 29                |                   |                   |
|  | 2e                  | Brest Bretagne Handball    | 29                     | 32*                     | 2e  | Brest Bretagne Handball    | 26                     | 34*                    |                               |                               |                               |                               |                   |                   |                   |                   |
|  |                     |                            |                        |                         |     |                            |                        |                        |                               |                               |                               |                               |                   |                   |                   |                   |

* indique l'équipe qui reçoit.

### Matchs de classement de la5eà8eplace
Les équipes éliminées en quarts de finale des playoffs disputent des matches de classement pour attribuer les cinquième, sixième, septième et huitième places. À l'instar des playoffs, pour chaque double confrontation le match aller se joue sur le terrain du moins bien classé en saison régulière, le retour chez le mieux classé.
|  | Demi-finales de classement | Demi-finales de classement | Demi-finales de classement | Demi-finales de classement |                        |             | Match pour la 5e place | Match pour la 5e place | Match pour la 5e place | Match pour la 5e place |
|  |                            |                            |                            |                            |                        |             |                        |                        |                        |                        |
|  | 27 avril et 4 mai 2019     | 27 avril et 4 mai 2019     | 27 avril et 4 mai 2019     | 27 avril et 4 mai 2019     |                        |             | 10 et 18 mai 2019      | 10 et 18 mai 2019      | 10 et 18 mai 2019      | 10 et 18 mai 2019      |
|  | 8e                         | Toulon Saint-Cyr VHB       | 22*                        | 26                         |                        |             | 10 et 18 mai 2019      | 10 et 18 mai 2019      | 10 et 18 mai 2019      | 10 et 18 mai 2019      |
|  | 8e                         | Toulon Saint-Cyr VHB       | 22*                        | 26                         |                        |             | 10 et 18 mai 2019      | 10 et 18 mai 2019      | 10 et 18 mai 2019      | 10 et 18 mai 2019      |
|  | 4e                         | ES Besançon                | 22                         | 28*                        |                        |             | 10 et 18 mai 2019      | 10 et 18 mai 2019      | 10 et 18 mai 2019      | 10 et 18 mai 2019      |
|  | 4e                         | ES Besançon                | 22                         | 28*                        | 4e                     | ES Besançon | 33                     | 35*                    |                        |                        |
|  | 27 avril et 3 mai 2019     |                            |                            |                            | 4e                     | ES Besançon | 33                     | 35*                    |                        |                        |
|  |                            |                            | 7e                         | Chambray Touraine Handball | 22*                    | 27          |                        |                        |                        |                        |
|  | 6e                         | CJF Fleury Loiret          | 7e                         | Chambray Touraine Handball | 22*                    | 27          | 29                     | 29*                    |                        |                        |
|  | 6e                         | CJF Fleury Loiret          |                            |                            |                        |             |                        | 29*                    |                        |                        |
|  | 7e                         | Chambray Touraine Handball | 38*                        | 21                         |                        |             |                        |                        |                        |                        |
|  | 7e                         | Chambray Touraine Handball | 38*                        | 21                         | Match pour la 7e place |             |                        |                        |                        |                        |
|  |                            |                            |                            |                            |                        |             |                        |                        |                        |                        |
|  | 10 et 19 mai 2019          |                            |                            |                            |                        |             |                        |                        |                        |                        |
|  | 8e                         | Toulon Saint-Cyr VHB       | 31*                        | 31                         |                        |             |                        |                        |                        |                        |
|  | 8e                         | Toulon Saint-Cyr VHB       | 31*                        | 31                         |                        |             |                        |                        |                        |                        |
|  | 6e                         | CJF Fleury Loiret          | 36                         | 28*                        |                        |             |                        |                        |                        |                        |
|  | 6e                         | CJF Fleury Loiret          | 36                         | 28*                        |                        |             |                        |                        |                        |                        |

### Playdowns
Les clubs classés aux places 9 à 12 à l’issue de la phase régulière constituent une nouvelle poule avec une répartition initiale des points de respectivement 4, 3, 2 et 0 point(s). À l'issue des playdowns, le club classé dernier est relégué en Division 2.
|    | Équipe                     | Pts | J | G | N | P | Bp  | Bc  | Diff |  | Résultats (dom.\ext.)  | PAR   | JDA   | BDP   | STA   |
| -- | -------------------------- | --- | - | - | - | - | --- | --- | ---- |  | ---------------------- | ----- | ----- | ----- | ----- |
| 9  | Paris 92 (+4pts)           | 18  | 6 | 4 | 0 | 2 | 169 | 157 | 12   |  | Paris 92               |       | 26-25 | 27-30 | 34-28 |
| 10 | JDA Dijon (+3pts)          | 17  | 6 | 4 | 0 | 2 | 172 | 159 | 13   |  | JDA Dijon              | 27-24 |       | 35-38 | 30-26 |
| 11 | Bourg-de-Péage DHB (+2pts) | 16  | 6 | 4 | 0 | 2 | 179 | 178 | 1    |  | Bourg-de-Péage DHB     | 25-30 | 24-31 |       | 30-26 |
| 12 | HBCSA Porte du Hainaut P   | 6   | 6 | 0 | 0 | 6 | 152 | 178 | -26  |  | HBCSA Porte du Hainaut | 22-28 | 21-24 | 29-32 |       |

## Classement final
| Rang | Équipe                     | SR  | Remarque                                                                  |
| ---- | -------------------------- | --- | ------------------------------------------------------------------------- |
| 1er  | Metz Handball              | 1er | Ligue des champions 2019-2020 Vainqueur de la Coupe de France             |
| 2e   | OGC Nice                   | 3e  | Coupe EHF 2019-2020                                                       |
| 3e   | Brest Bretagne Handball    | 2e  | Ligue des champions 2019-2020 (wild-card) Finaliste de la Coupe de France |
| 4e   | Nantes LAH                 | 5e  | Coupe EHF 2019-2020                                                       |
| 5e   | ES Besançon                | 4e  | Coupe EHF 2019-2020 (wild-card)                                           |
| 6e   | Chambray Touraine Handball | 7e  |                                                                           |
| 7e   | CJF Fleury Loiret          | 6e  |                                                                           |
| 8e   | Toulon Saint-Cyr VHB       | 8e  |                                                                           |
| 9e   | Paris 92                   | 9e  |                                                                           |
| 10e  | JDA Dijon                  | 10e |                                                                           |
| 11e  | Bourg-de-Péage DHB         | 11e |                                                                           |
| 12e  | HBC Saint-Amand-les-Eaux P | 12e | Relégué en Division 2                                                     |

## Statistiques

### Classement des buteuses
| Rang | Joueuse             | Club                     | Buts | Tirs | %    | MJ | Moy. |
| ---- | ------------------- | ------------------------ | ---- | ---- | ---- | -- | ---- |
| 1    | Ana Gros            | Brest Bretagne           | 187  | 300  | 62 % | 28 | 6,7  |
| 2    | Alexandra Lacrabère | Fleury Loiret            | 171  | 251  | 68 % | 26 | 6,6  |
| 3    | Barbara Moretto     | JDA Dijon                | 168  | 292  | 58 % | 28 | 6,0  |
| 4    | Sonja Frey          | Paris 92                 | 148  | 238  | 62 % | 26 | 5,7  |
| 5    | Marie-Hélène Sajka  | Toulon Saint-Cyr         | 143  | 273  | 52 % | 27 | 5,3  |
| 6    | Déborah Kpodar      | JDA Dijon                | 139  | 266  | 52 % | 29 | 4,8  |
| 7    | Mouna Chebbah       | Chambray Touraine        | 132  | 245  | 54 % | 25 | 5,3  |
| 8    | Marine Dupuis       | ES Besançon              | 123  | 162  | 76 % | 28 | 4,4  |
| 9    | Bruna de Paula      | Fleury Loiret            | 122  | 207  | 59 % | 23 | 5,3  |
| 10   | Ivana Filipovic     | HBC Saint-Amand-les-Eaux | 122  | 231  | 53 % | 26 | 4,7  |

### Classement des gardiennes
| Rang | Joueuse          | Club               | Arrêts | Tirs | %    | MJ | Moy. |
| ---- | ---------------- | ------------------ | ------ | ---- | ---- | -- | ---- |
| 1    | Adrianna Płaczek | Fleury Loiret      | 265    | 839  | 32 % | 26 | 10,2 |
| 2    | Lucie Satrapová  | Paris 92           | 223    | 688  | 32 % | 28 | 8,0  |
| 3    | Linda Pradel     | Chambray Touraine  | 205    | 715  | 29 % | 24 | 8,5  |
| 4    | Hatadou Sako     | OGC Nice           | 200    | 534  | 37 % | 27 | 7,4  |
| 5    | Noura Ben Slama  | JDA Dijon          | 178    | 562  | 32 % | 28 | 6,4  |
| 6    | Armelle Attingré | Nantes Atlantique  | 177    | 534  | 33 % | 23 | 7,7  |
| 7    | Hélène Falcon    | Bourg-de-Péage DHB | 176    | 652  | 27 % | 28 | 6,3  |
| 8    | Léna Le Borgne   | JDA Dijon          | 169    | 588  | 29 % | 28 | 6,0  |
| 9    | Jasmina Janković | Toulon Saint-Cyr   | 168    | 511  | 33 % | 25 | 6,7  |
| 10   | Laura Glauser    | Metz Handball      | 167    | 488  | 34 % | 26 | 6,4  |

### Buts par journée
Ce graphique représente le nombre de buts marqués lors de chaque journée. Ne rentrent pas en compte les matches de pénalité infligés au Paris 92 : les scores initiaux des 1re et 2e journées sont conservés pour le calcul des totaux.

### Diffusions télévisées
Voici la liste des équipes ayant été diffusées sur la chaîne BeIn Sports lors de la saison 2018-2019.
| Équipe | Équipe                     | Total | SR | PO | Dom. | Ext. |
| ------ | -------------------------- | ----- | -- | -- | ---- | ---- |
| 1      | Metz Handball              | 7     | 3  | 4  | 3    | 4    |
| 2      | OGC Nice                   | 6     | 2  | 4  | 2    | 4    |
| 3      | Brest Bretagne             | 5     | 3  | 2  | 3    | 2    |
| 4      | Nantes AHB                 | 4     | 2  | 2  | 2    | 2    |
| 5      | ES Besançon                | 2     | 2  | -  | 2    | 0    |
| 5      | Bourg-de-Péage DHB         | 2     | 2  | -  | 1    | 1    |
| 5      | Fleury Loiret              | 2     | 2  | -  | 1    | 1    |
| 8      | Toulon Saint-Cyr           | 1     | 1  | -  | 0    | 1    |
| 8      | Paris 92                   | 1     | 1  | -  | 1    | 0    |
| 10     | JDA Dijon                  | 0     | -  | -  | -    | -    |
| 10     | Chambray Touraine          | 0     | -  | -  | -    | -    |
| 10     | HC Saint-Amand-les-Eaux PH | 0     | -  | -  | -    | -    |
| Total  | Total                      | 15    | 9  | 6  |      |      |

### Statistiques et faits marquants
- Meilleure attaque : 748 buts marqués pour le Metz Handball
- Meilleure défense : 508 buts encaissés pour l'OGC Nice Côte d'Azur Handball
- Premier carton rouge :
  -  Exclusion directe :  Martina Školková (Nice) lors de Nice-Besançon (26-26) le 16 septembre 2018 (5e journée)
  -  Pour 3 fois 2 minutes :  Jessy Kramer (Toulon Saint-Cyr) lors de Dijon-Toulon Saint-Cyr (26-23) le 7 septembre 2018 (3e journée)
- Plus grand nombre de buts dans une rencontre : 73 buts lors du match Metz Handball vs Fleury Loiret (45-28) et Brest vs Fleury Loiret (42-31)
- Plus large victoire à domicile : 24 buts d'écart lors du match Metz Handball vs Bourg-de-Péage (44-20)
- Plus large victoire à l'extérieur : 18 buts d'écart lors du match HBCSA Porte du Hainaut vs Brest (19-37)
- Plus grand nombre de buts dans une rencontre pour une joueuse : 15 buts pour  Tamara Horacek (Paris 92) lors de ES Besançon - Paris 92 (23-32 20-0) le 1er septembre 2018 (2e journée)
- Plus grande série de victoires : 20 victoires pour le Metz Handball entre les 1re et 20e journées.
- Plus grande série de défaites : 9 défaites pour le HBCSA Porte du Hainaut entre les 10e et 18e journées.
- Plus grande série de matchs sans défaite : 21 matches pour le Metz Handball entre les 1re et 21e journées.
- Plus grande série de matchs sans victoire : 9 matches pour le HBCSA Porte du Hainaut entre les 10e et 18e journées et entre la 20e journées et la 6e journées de playdowns.

## Récompenses individuelles et distinctions

### 7 Majeur de la semaine
Après chaque journée de championnat, l'Association des joueurs professionnels de handball (AJPH) désigne le 7 majeur de la semaine en association avec Les Sportives Magazine à partir de la 7è journée :

### Joueuse du mois
| Joueuse du mois |                                                     |                                                   |                                                   |
| Mois            | Joueuse                                             | Autres nommées                                    | Autres nommées                                    |
| Septembre       | Cléopâtre Darleux (59,2 %, Brest Bretagne Handball) | Manon Houette (30,6 %, Metz Handball)             | Tamara Horacek (10,2 %, Paris 92)                 |
| Octobre         | Xenia Smits (75 %, Metz Handball)                   | Crina Pintea (22 %, Paris 92)                     | Mélissa Agathe (11 %, Fleury Loiret)              |
| Novembre        | non décerné du fait du Championnat d'Europe 2018.   | non décerné du fait du Championnat d'Europe 2018. | non décerné du fait du Championnat d'Europe 2018. |
| Décembre        | non décerné du fait du Championnat d'Europe 2018.   | non décerné du fait du Championnat d'Europe 2018. | non décerné du fait du Championnat d'Europe 2018. |
| Janvier         | Alexandra Lacrabère (52 %, Fleury Loiret)           | Barbara Moretto (38 %, JDA Dijon)                 | Sonja Frey (10 %, Paris 92)                       |
| Février         | Amandine Tissier (75 %, Brest Bretagne Handball)    | Barbara Moretto (17 %, JDA Dijon)                 | Hatadou Sako (8 %, OGC Nice)                      |
| Mars            | Marie-Hélène Sajka (45 %, Toulon Saint-Cyr)         | Claire Vautier (31 %, Saint-Amand-les-Eaux)       | Bruna de Paula (23 %, Fleury Loiret)              |

### Distinctions individuelles
La liste des joueuses nommées pour l'élection des meilleures joueuses de la saison a été dévoilée en mai 2019. Le vote des internautes compte pour 30 % et est complété par celui des entraîneurs de LFH (70 %). Les lauréates sont annoncées lors de la conférence de rentrée le 26 août 2019 :
| Distinctions individuelles                      |                                       |                |                                            |
| Meilleure joueuse : Xenia Smits (Metz Handball) |                                       |                |                                            |
| Gardienne de but                                | Hatadou Sako (OGC Nice)               | Défenseuse     | Béatrice Edwige (Metz Handball)            |
| Gardienne de but                                | Laura Glauser (Metz Handball)         | Défenseuse     | Camille Ayglon-Saurina (Nantes Atlantique) |
| Gardienne de but                                | Adrianna Płaczek (Fleury Loiret)      | Défenseuse     | Linnea Torstenson (OGC Nice)               |
| Ailière gauche                                  | Manon Houette (Metz Handball)         | Ailière droite | Laura Flippes (Metz Handball)              |
| Ailière gauche                                  | Siraba Dembélé (Toulon Saint-Cyr)     | Ailière droite | Carmen Martín (OGC Nice)                   |
| Ailière gauche                                  | Chloé Bouquet (ES Besançon)           | Ailière droite | Pauline Coatanea (Brest Bretagne)          |
| Arrière gauche                                  | Xenia Smits (Metz Handball)           | Arrière droite | Ana Gros (Brest Bretagne)                  |
| Arrière gauche                                  | Orlane Kanor (Metz Handball)          | Arrière droite | Alexandra Lacrabère (Fleury Loiret)        |
| Arrière gauche                                  | Bruna de Paula (Fleury Loiret)        | Arrière droite | Marie-Hélène Sajka (Toulon Saint-Cyr)      |
| Demi-centre                                     | Grâce Zaadi (Metz Handball)           | Pivot          | Béatrice Edwige (Metz Handball)            |
| Demi-centre                                     | Ehsan Abdelmalek (OGC Nice)           | Pivot          | Slađana Pop-Lazić (Brest Bretagne)         |
| Demi-centre                                     | Sonja Frey (Paris 92)                 | Pivot          | Astride N'Gouan (Metz Handball)            |
| Espoir                                          | Méline Nocandy (Metz Handball)        | Entraîneur     | Emmanuel Mayonnade (Metz Handball)         |
| Espoir                                          | Claire Vautier (Saint-Amand-les-Eaux) | Entraîneur     | Marjan Kolev (OGC Nice)                    |
| Espoir                                          | Marie-Hélène Sajka (Toulon Saint-Cyr) | Entraîneur     | Allan Heine (Nantes Atlantique)            |

## Clubs engagés en Coupe d'Europe

### Ligue des Champions
| Équipe                  | Qualifications       | Qualifications       | Phase de groupes | Phase de groupes | Tour principal | Tour principal   | Playoffs      | Playoffs         | Bilan général     |
| Équipe                  | Résultat             | Vic - Nul - Déf      | Résultat         | Vic - Nul - Déf  | Résultat       | Vic - Nul - Déf  | Stade         | Vic - Nul - Déf  | Vic - Nul - Déf   |
| ----------------------- | -------------------- | -------------------- | ---------------- | ---------------- | -------------- | ---------------- | ------------- | ---------------- | ----------------- |
| Brest Bretagne Handball | Directement qualifié | Directement qualifié | 3e groupe B      | 2 - 2 - 2 (33 %) | 6e groupe 1    | 0 - 1 - 5 (0 %)  | Éliminé       | Éliminé          | 2 - 3 - 7 (17 %)  |
| Metz Handball           | Directement qualifié | Directement qualifié | 1er groupe A     | 4 - 1 - 1 (67 %) | 1er groupe 1   | 5 - 0 - 1 (83 %) | 4e du Final 4 | 2 - 0 - 2 (50 %) | 11 - 1 - 4 (69 %) |

### Coupe de l'EHF
| Équipe            | Qualifications       | Qualifications   | Phase de groupes | Phase de groupes | Playoffs | Playoffs        | Bilan général    |
| Équipe            | Résultat             | Vic - Nul - Déf  | Résultat         | Vic - Nul - Déf  | Stade    | Vic - Nul - Déf | Vic - Nul - Déf  |
| ----------------- | -------------------- | ---------------- | ---------------- | ---------------- | -------- | --------------- | ---------------- |
| ES Besançon       | Vainqueur au 3e tour | 2 - 1 - 1 (50 %) | 3e du groupe C   | 2 - 0 - 4 (33 %) | Éliminé  | Éliminé         | 4 - 1 - 5 (40 %) |
| Nantes Atlantique | 2e tour              | 1 - 0 - 1 (50 %) | Éliminé          | Éliminé          | Éliminé  | Éliminé         | 1 - 0 - 1 (50 %) |
| Paris 92          | 3e tour              | 3 - 0 - 3 (50 %) | Éliminé          | Éliminé          | Éliminé  | Éliminé         | 3 - 0 - 3 (50 %) |

## Bilan de la saison
| Tableau d'honneur de la saison 2018-2019 |                                                             |
| Compétition                              | Vainqueur                                                   |
| Championnat de France                    | Metz Handball                                               |
| Coupe de France                          | Metz Handball                                               |
| Qualifications européennes 2019-2020     |                                                             |
| Compétition                              | Qualifiés                                                   |
| Ligue des champions                      | Metz Handball Brest Bretagne Handball (wild-card)           |
| Coupe de l'EHF                           | OGC Nice Nantes Atlantique Handball ES Besançon (wild-card) |
| Promotions et relégations                |                                                             |
| Relégué en Division 2                    | HBC Saint-Amand-les-Eaux PH                                 |
| Promu de Division 2                      | Mérignac Handball                                           |